# Charles M. Rice
Charles Moen Rice (sinh ngày 25 tháng 8 năm 1952) là một nhà virus học người Mỹ có lĩnh vực nghiên cứu chính là virus Viêm gan C. Ông là giáo sư virus học tại Đại học Rockefeller ở Thành phố New York.
Rice là thành viên của Hiệp hội vì sự tiến bộ của khoa học Hoa Kỳ, thành viên của Viện Hàn lâm Khoa học Quốc gia Hoa Kỳ và là chủ tịch của Hiệp hội Vi rus học Hoa Kỳ từ năm 2002 đến năm 2003. Ông đã nhận được Giải nghiên cứu Y học lâm sàng Lasker-DeBakey năm 2016, cùng với Ralf FW Bartenschlager và Michael J. Sofia. Cùng với Michael Houghton và Harvey J. Alter, ông đã được trao Giải Nobel Sinh lý học hoặc Y học năm 2020 "cho việc phát hiện ra virus viêm gan C".

## Tiểu sử và sự nghiệp
Rice tốt nghiệp Phi Beta Kappa với bằng cử nhân ngành Vi rus học từ Đại học California, Davis năm 1974. Năm 1981, ông nhận bằng Tiến sĩ hóa sinh tại Viện Công nghệ California, nơi ông nghiên cứu virus RNA trong phòng thí nghiệm của James Strauss. Ông ở lại Caltech trong bốn năm để nghiên cứu sau tiến sĩ.
Thời gian làm việc sau tiến sĩ, Rice cùng nhóm nghiên cứu của mình chuyển đến Trường Đại học Y khoa Washington vào năm 1986, ông làm việc ở đó cho đến năm 2001.
Rice là Giáo sư Maurice R. và Corinne P. Greenberg tại Đại học Rockefeller từ năm 2001. Ông cũng là giáo sư trợ giảng tại Trường Y Đại học Washington và Đại học Cornell. Ông đã phục vụ trong các ủy ban của Cục Quản lý Thực phẩm và Dược phẩm, Viện Y tế Quốc gia và Tổ chức Y tế Thế giới.
Ông là biên tập của Journal of Experimental Medicine từ năm 2003 đến 2007, Journal of Virology từ năm 2003 đến 2008, và PLoS Pathogens từ năm 2005 đến nay. Ông đã là tác giả của hơn 400 ấn phẩm được bình duyệt.

## Nghiên cứu
Khi ở Caltech, ông đã tham gia nghiên cứu bộ gen của virus Sindbis và thành lập các flavivirus như một họ virus của riêng chúng. Chủng virus sốt vàng mà ông sử dụng cho công việc này cuối cùng đã được dùng để phát triển vắc xin sốt vàng. Trong khi khám phá virus Sindbis, Rice đã mô tả cách ông tạo ra flavivirus RNA trong phòng thí nghiệm đăng trên một bài báo năm 1989 của tạp chí The New Biologist. Bài báo đã thu hút sự chú ý của Stephen Feinstone, người đang nghiên cứu về virus viêm gan C và gợi ý rằng Rice sử dụng kỹ thuật này để phát triển một loại vắc xin phòng bệnh viêm gan C. Năm 1997, Rice đã nuôi cấy bản sao truyền nhiễm đầu tiên của vi rút viêm gan C để sử dụng trong các nghiên cứu trên cơ thể tinh tinh, loài vi rút này cũng là loài bệnh địa phương. Năm 2005, Rice là thành viên của một nhóm nghiên cứu đã chứng minh một chủng virus thuộc dạng cấp tính được xác định trên bệnh nhân người có khả năng tái tạo trong môi trường phòng thí nghiệm. Đóng góp của Rice trong việc nghiên cứu bệnh viêm gan C đã mang lại cho ông nhiều giải thưởng.

## Giải thưởng
- Thành viên được bầu, Viện Hàn lâm Khoa học Quốc gia 2005[9]
- Giải thưởng về virus học M.W. Beijerinck năm 2007[10]
- Giải thưởng Robert Koch năm 2015[11]
- Giải thưởng Sức khỏe Artois-Baillet Latour năm 2016[12]
- Giải thưởng Lasker 2016[8]
- Giải Nobel Sinh lý học hoặc Y học năm 2020[5]